# 宣公 (邾)
宣公（せんこう、? - 紀元前556年）は、春秋時代の邾の君主。姓は曹、諱は牼。

## 生涯
紀元前573年、定公が死去すると、翌年に宣公が即位した。紀元前570年、晋の悼公を盟主とする鶏沢の会盟に参加した。紀元前568年、晋の悼公を中心とした諸侯と戚の会合に参加した。紀元前566年、晋の悼公を中心とした諸侯と鄬の会合に参加した。紀元前564年、晋・斉・魯・宋・衛らの連合軍に参加して、鄭を攻撃した。紀元前563年、晋の悼公を中心とした諸侯と呉の柤で会合した。紀元前562年、晋・斉・魯・宋・衛らの連合軍に参加して、鄭を攻撃した。紀元前557年、晋の平公を中心とした諸侯と溴梁で会合した。紀元前556年2月、宣公は死去した。